# Adnan Yücel
Adnan Yücel (* 27. März 1953 in Elazığ; † 24. Juli 2002 in Adana) war türkischer Poet.

## Leben
Er wurde im Dorf Dilek in der ostanatolischen Provinz Elazığ geboren. Nach der Grund- und Mittelschule in Elazığ schloss er in Diyarbakır eine Ausbildung am Institut für Lehrerbildung ab. Dann studierte er Kunst an der Universität Ankara. Er schrieb seine Magisterarbeit über die Bewegung Garip. Ab 1975 arbeitete er in verschiedenen Gymnasien in Ankara als Lehrer für Literatur. 1987 begann er an der Çukurova-Universität als Lektor zu arbeiten.
Seine ersten Gedichte, die den Titel Schweißgedichte trugen, wurden im Dezember 1974 in der Zeitschrift Yeni Adımlar veröffentlicht. Anschließend veröffentlichte er weitere Gedichte in verschiedenen Zeitschriften und Zeitungen. Der gesellschaftskritische und politische Ton in seinen Gedichten machte ihn besonders in linksorientierten politischen Kreisen populär.
In seinem Buch Yeryüzü aşkın yüzü oluncaya dek (Bis die Erde zur Erde der Liebe wird) thematisierte er die gesellschaftliche Psychologie nach dem  Militärputsch im Jahr 1980 und die Hoffnung auf eine Demokratisierung. In Ateşin ve güneşin çocukları (Kinder des Feuers und der Sonne) behandelte er die Kurdenfrage.   
1996 nahm er am Poetry International Festival Rotterdam teil und manche Gedichte von Yücel wurden ins Niederländische übersetzt.
Er war Mitglied der türkischen Autorengewerkschaft, des PEN und des Literatenvereins.

## Werke

### Gedichte
- Kavgalara Sözlenen Sevda. 1979 Yurt Yayınları, Ankara
- Soframda Kaval Sesi. 1982 Yurt Yayınları, Ankara
- Bir Özlem Bir Türkü. 1984 Yurt Yayınları, Ankara
- Acıya Kurşun İşlemez. 1985 Yurt Yayınları, Ankara
- Yeryüzü Aşkın Yüzü Oluncaya Dek. 1986 Yurt Yayınları, Ankara
- Rüzgârla Bir. 1989 Yurt Yayınları, Ankara
- Ateşin ve Güneşin Çocukları. 1991 Yurt Yayınları, Ankara
- Çukurova Çeşitlemeleri. 1993 Yurt Yayınları, Ankara
- Sular Tanıktır Aşkımıza. 1998 Yurt Yayınları, Ankara.

### Andere
- Karacaoğlan, Yaşamı, Sanatı, Kişiliği ve Şiirleri. 1993 Altın Kitaplar, İstanbul

| Personendaten    | Personendaten   |
| ---------------- | --------------- |
| NAME             | Yücel, Adnan    |
| KURZBESCHREIBUNG | türkischer Poet |
| GEBURTSDATUM     | 27. März 1953   |
| GEBURTSORT       | Elazığ, Türkei  |
| STERBEDATUM      | 24. Juli 2002   |
| STERBEORT        | Adana, Türkei   |